# مشغل وسائط رقمي

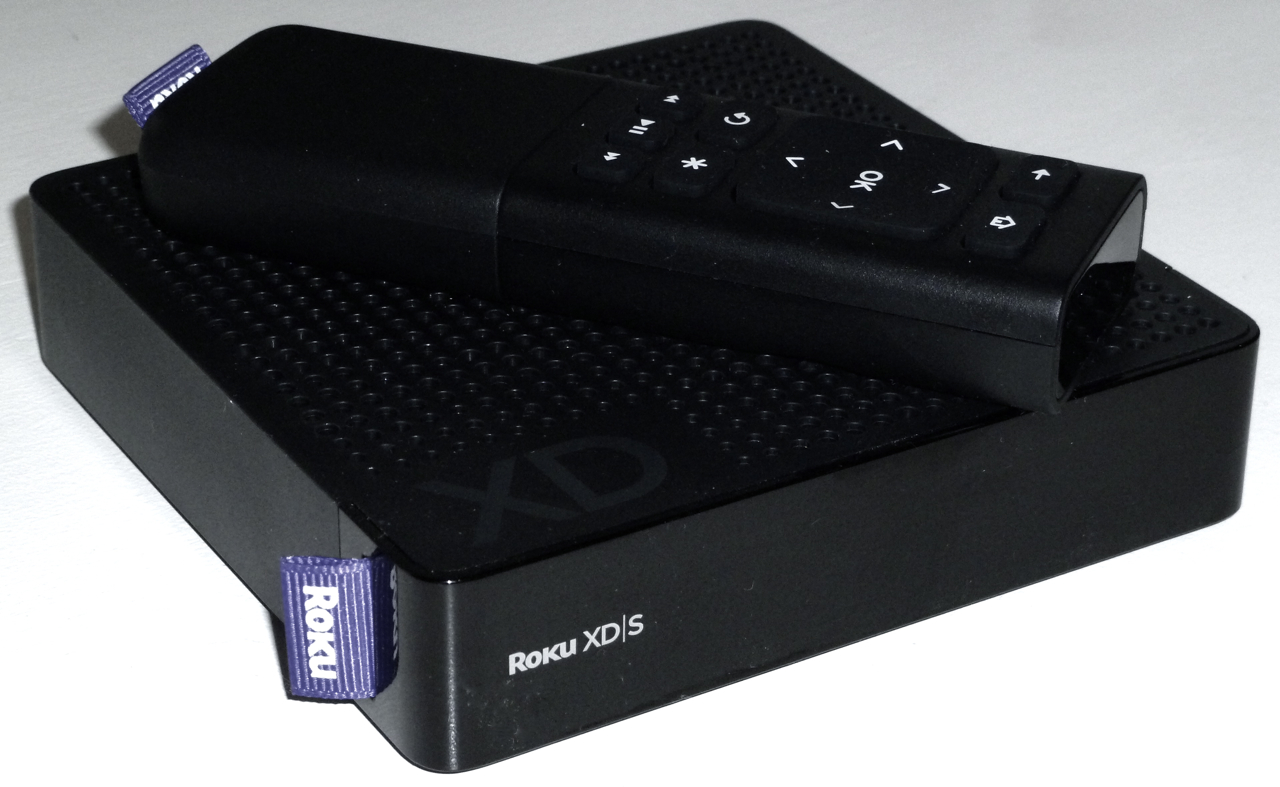
Roku هي علامة تجارية مشهورة لمشغلات الوسائط الرقمية

مشغل الوسائط الرقمية (يُعرف أحيانًا باسم جهاز ستريمر أو صندوق ستريمر)  هو نوع من أجهزة الإلكترونيات الاستهلاكية المصممة لتخزين أو تشغيل أو عرض محتوى الوسائط الرقمية . تم تصميمها عادةً ليتم دمجها في تكوين السينما المنزلية ، وتوصيلها بجهاز تلفزيون و / أو مستقبل صوت وصورة.
يعتبر المصطلح مرادفًا للأجهزة المصممة خصيصا لاستهلاك المحتوى من خدمات الوسائط المتدفقة مثل فيديو الإنترنت ، بما في ذلك خدمة المحتوى عبر الإنترنت القائمة على الاشتراك. وتتميز هذه الأجهزة عادة بتصميم صغير الحجم (مثل اجهزة فك تشفير، أو محول ملحق مصمم للتوصيل بمنفذ HDMI)، وتحتوي على واجهة مستخدم مع دعم لجهاز التحكم عن بعد ، وفي بعض الحالات يحتوي لأوامر الصوتية.
قد يوفر نظام تشغيل مشغل الوسائط الرقمية محرك بحث لتحديد موقع المحتوى المتاح عبر خدمات متعددة وتطبيقات مثبتة. توفر العديد من مشغلات الوسائط الرقمية وصولاً داخليًا إلى منصات التوزيع الرقمية ، حيث يمكن للمستخدمين تنزيل أو شراء محتوى مثل الأفلام والحلقات التلفزيونية والتطبيقات . بالإضافة إلى مصادر الإنترنت ، قد تدعم مشغلات الوسائط الرقمية تشغيل المحتوى من مصادر أخرى ، مثل الوسائط الخارجية (بما في ذلك محركات أقراص USB أو بطاقات الذاكرة ) ، أو ستريمر من جهاز كمبيوتر أو خادم وسائط .
لا تتضمن مشغلات الوسائط الرقمية عادةً موالفًا لاستقبال التلفزيون الأرضي ولا محركات الأقراص الخاصة بـ Blu-ray أو DVD . قد تتضمن بعض الأجهزة ، مثل مشغلات Blu-ray الخارجية.

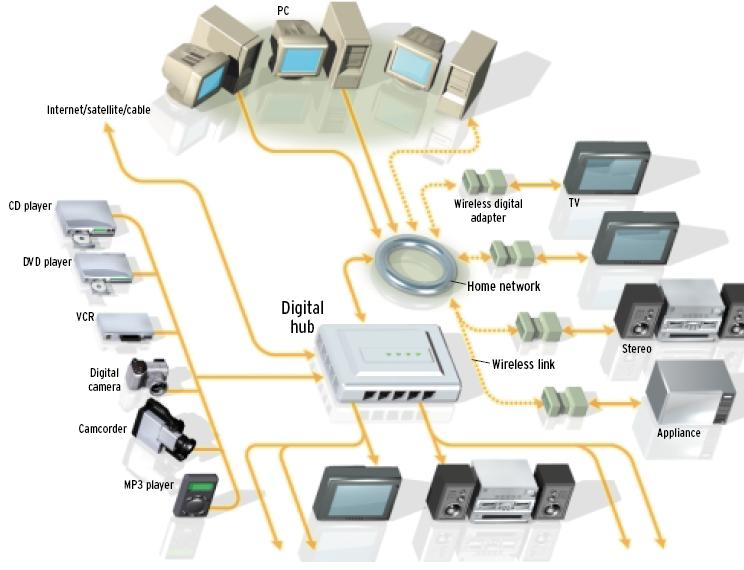
مثال لمشغل الوسائط الرقمية على الشبكة

## أنظر أيضا
- استبدال التلفاز بالإنترنت
- تحالف الشبكة الرقمية الحية
- مسجل فيديو رقمي
- وسائط متدفقة
- نظام على رقاقة